# Сельское поселение Раменское (Шаховской район)
Сельское поселение Ра́менское — упразднённое в 2015 году муниципальное образование в Шаховском районе Московской области России. Административный центр — село Раменье.
Глава сельского поселения — Разиньков Владимир Петрович. Председатель Совета депутатов — Попова Валентина Ивановна.

## История
Образовано в 2005 году в ходе Муниципальной реформы. В состав поселения вошли территории 50 населённых пунктов позже упразднённых Раменского, Ивашковского, Судисловского и Белоколпского сельских округов.
Законом Московской области от 26 октября 2015 года № 178/2015-ОЗ «Об организации местного самоуправления на территории Шаховского муниципального района» сельское поселение Раменское, равно как и другие внутрирайонные муниципальные образования, было упразднено, а все населённые пункты поселения вошли в состав вновь образованного на территории района городского округа Шаховская.

## География
Располагалось на севере Шаховского района.
Граничило на юге с городским поселением Шаховская и Степаньковским сельским поселением, на востоке — с сельским поселением Ярополецкое Волоколамского района, на севере — с городским поселением Лотошино Лотошинского района, на западе — с Зубцовским районом Тверской области.
Площадь территории муниципального образования — 366,75 км².

## Население
| 2006  | 2007  | 2008  | 2009  | 2010  | 2011  | 2012  |
| ----- | ----- | ----- | ----- | ----- | ----- | ----- |
| 4541  | ↗4835 | ↘4815 | ↗4819 | ↗5318 | ↗5340 | →5340 |
| 2013  | 2014  | 2015  |       |       |       |       |
| ↘5336 | ↘5332 | ↘5308 |       |       |       |       |

## Состав сельского поселения
В границы сельского поселения Раменское входили следующие населённые пункты Шаховского района Московской области:
| Название               | Статус  | Население (2010) | Бывшая административная единица | ОКТМО          |
| ---------------------- | ------- | ---------------- | ------------------------------- | -------------- |
| Акинькино              | деревня | 17               | Раменский сельский округ        | 46 658 437 106 |
| Аксаково               | деревня | 168              | Белоколпский сельский округ     | 46 658 437 111 |
| Бабинки                | деревня | 39               | Судисловский сельский округ     | 46 658 437 116 |
| Белая Колпь            | село    | 878              | Белоколпский сельский округ     | 46 658 437 121 |
| Беркуново              | деревня | 1                | Белоколпский сельский округ     | 46 658 437 126 |
| Васильевское           | деревня | 0                | Белоколпский сельский округ     | 46 658 437 131 |
| Воскресенское          | деревня | 178              | Раменский сельский округ        | 46 658 437 136 |
| Гольцово               | деревня | 9                | Судисловский сельский округ     | 46 658 437 151 |
| Гордино                | деревня | 59               | Судисловский сельский округ     | 46 658 437 146 |
| Городково              | деревня | 220              | Судисловский сельский округ     | 46 658 437 141 |
| Даниловка              | деревня | 0                | Судисловский сельский округ     | 46 658 437 156 |
| Дмитровка              | деревня | 97               | Ивашковский сельский округ      | 46 658 437 161 |
| Дрызлово               | деревня | 66               | Раменский сельский округ        | 46 658 437 166 |
| Дулепово               | деревня | 197              | Ивашковский сельский округ      | 46 658 437 171 |
| Елизаветино            | деревня | 9                | Белоколпский сельский округ     | 46 658 437 176 |
| Елизарово              | деревня | 5                | Судисловский сельский округ     | 46 658 437 181 |
| Елинархово             | деревня | 19               | Белоколпский сельский округ     | 46 658 437 186 |
| Забелино               | деревня | 3                | Судисловский сельский округ     | 46 658 437 191 |
| Затесово               | деревня | 6                | Белоколпский сельский округ     | 46 658 437 196 |
| Зденежье               | деревня | 7                | Белоколпский сельский округ     | 46 658 437 201 |
| Ивашково               | село    | 1141             | Ивашковский сельский округ      | 46 658 437 206 |
| Княжьи Горы            | деревня | 38               | Судисловский сельский округ     | 46 658 437 211 |
| Коптязино              | деревня | 7                | Белоколпский сельский округ     | 46 658 437 216 |
| Коросткино             | деревня | 60               | Раменский сельский округ        | 46 658 437 226 |
| Коротнево              | деревня | 0                | Белоколпский сельский округ     | 46 658 437 221 |
| Косилово               | деревня | 46               | Ивашковский сельский округ      | 46 658 437 231 |
| Красное Заречье        | деревня | 6                | Раменский сельский округ        | 46 658 437 236 |
| Манеж                  | деревня | 41               | Раменский сельский округ        | 46 658 437 241 |
| Михайловское           | деревня | 3                | Белоколпский сельский округ     | 46 658 437 246 |
| Московкино             | деревня | 0                | Судисловский сельский округ     | 46 658 437 251 |
| Новое Несытово         | деревня | 150              | Ивашковский сельский округ      | 46 658 437 256 |
| Новомихайловское       | деревня | 35               | Раменский сельский округ        | 46 658 437 261 |
| Новоникольское         | деревня | 415              | Судисловский сельский округ     | 46 658 437 266 |
| Орешки                 | деревня | 51               | Ивашковский сельский округ      | 46 658 437 271 |
| Пленицино              | деревня | 18               | Белоколпский сельский округ     | 46 658 437 286 |
| Плоское                | деревня | 177              | Ивашковский сельский округ      | 46 658 437 276 |
| Полежаево              | деревня | 8                | Белоколпский сельский округ     | 46 658 437 281 |
| Починки                | деревня | 17               | Раменский сельский округ        | 46 658 437 291 |
| Пьянкино               | деревня | 30               | Раменский сельский округ        | 46 658 437 296 |
| Раменье                | село    | 877              | Раменский сельский округ        | 46 658 437 101 |
| Ровни                  | деревня | 22               | Судисловский сельский округ     | 46 658 437 301 |
| Рождествено            | деревня | 25               | Белоколпский сельский округ     | 46 658 437 306 |
| Старое Несытово        | деревня | 29               | Ивашковский сельский округ      | 46 658 437 311 |
| Тарасово               | деревня | 8                | Ивашковский сельский округ      | 46 658 437 316 |
| Темниково              | деревня | 4                | Белоколпский сельский округ     | 46 658 437 321 |
| Фроловское             | деревня | 64               | Раменский сельский округ        | 46 658 437 326 |
| Харитоново             | деревня | 17               | Раменский сельский округ        | 46 658 437 331 |
| Юренево                | деревня | 4                | Раменский сельский округ        | 46 658 437 336 |
| Ядрово                 | деревня | 35               | Судисловский сельский округ     | 46 658 437 341 |
| Ядровского лесничества | посёлок | 12               | Судисловский сельский округ     | 46 658 437 346 |